# 第十七代牛津伯爵愛德華·德·維爾

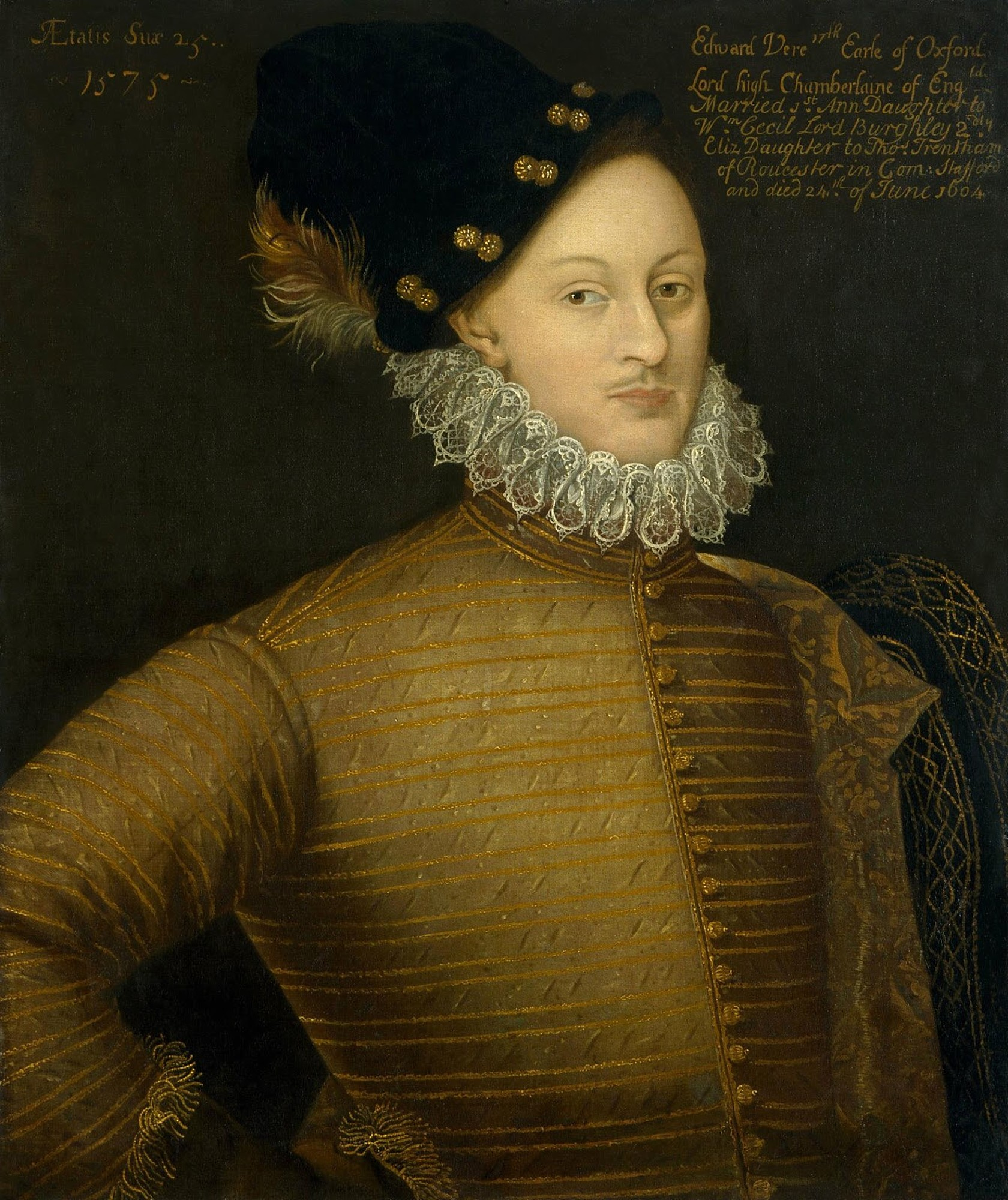
Edward-de-Vere-1575

爱德华·德·维尔，第十七代牛津伯爵（Edward de Vere, 17th Earl of Oxford，1550年4月12日—1604年6月24日），伊丽莎白女王朝臣，编剧，抒情诗人，运动家，艺术资助者，被懷疑是莎士比亚艺术作品的代撰人。
爱德华是约翰·德·维尔，第十六代牛津伯爵（John de Vere）唯一的儿子，约翰死后，他成为伊丽莎白女王的护卫，并在威廉·塞西尔（William Cecil）家中受到良好的教育。牛津伯爵因其文学作品受到追捧，并在宫廷主持戏剧和音乐会。